# Paramonema giganteopalpata
Paramonema giganteopalpata är en fjärilsart som beskrevs av Walter Karl Johann Roepke 1944. Paramonema giganteopalpata ingår i släktet Paramonema och familjen snigelspinnare. Inga underarter finns listade i Catalogue of Life.